# 桑田王
桑田王（くわたおう）は、長屋王の第二王子。母は吉備内親王、あるいは石川虫丸女とする説もある。
神亀6年（729年）2月に父・長屋王が謀反の疑いをかけられ、長屋王、吉備内親王、膳夫王、葛木王、鉤取王らと共に縊死した（長屋王の変）。